# NGC 597
NGC 597 este o galaxie spirală barată situată în constelația Sculptorul. A fost descoperită în 25 septembrie 1834 de către John Herschel.